# Vassrörfly
Vassrörfly (Archanara dissoluta) är en fjärilsart som beskrevs av Treitschke 1825. Vassrörfly ingår i släktet Archanara och familjen nattflyn. Arten är reproducerande i Sverige. Inga underarter finns listade i Catalogue of Life.

## Bildgalleri

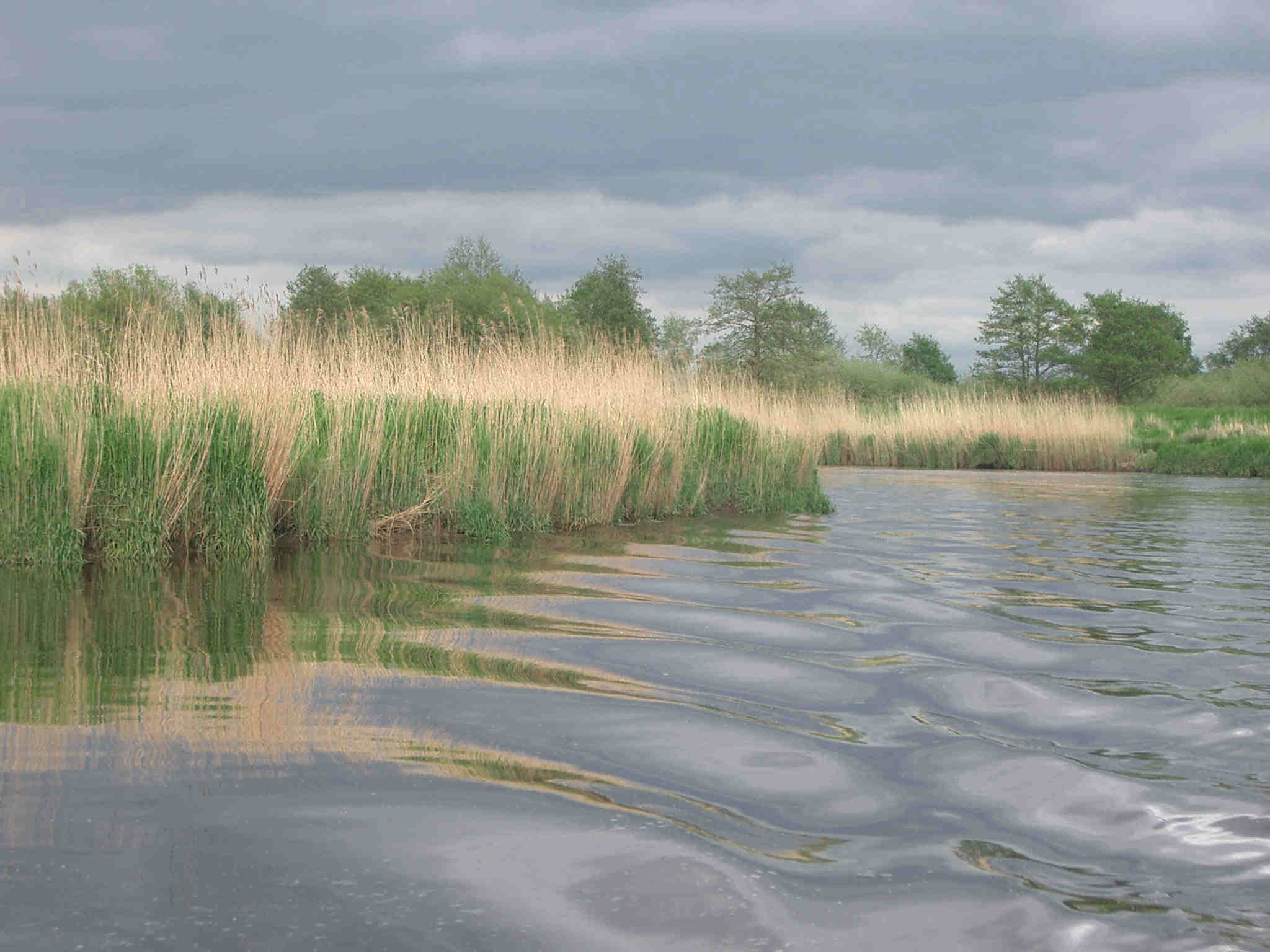